# Тульский, Сергей Николаевич
Сергей Николаевич Тульский (род. 12 сентября 1958, Воронежская область, РСФСР, СССР) — российский государственный и хозяйственный деятель. и .о. главы администрации города Саратова (2007—2008).

## Биография
Родился 12 сентября 1958 года в Воронежской области.
В 1984 году закончил Саратовский политехнический институт. Служил в Вооруженных силах СССР.
С 1983 года — секретарь комитета ВЛКСМ энергетического факультета Саратовского политехнического института, затем главный инженер областного студенческого отряда.
С 1990 года — начальник бюро труда и заработной платы производственного объединения «Тантал».
С 1995 по 1998 годы — на работе в органах государственной власти в системе жилищно-коммунального хозяйства. Последовательно прошёл путь от заместителя начальника управления по капитальному строительству управления ЖКХ администрации Саратовской области до первого заместителя министра ЖКХ Саратовской области.
С 1998 по 2006 годы работал на руководящих должностях в ОАО «Саратовоблгаз», ООО «Саратовская региональная компания по реализации газа», ООО «Саратовская газовая компания», ООО Производственная компания «Тепло», ООО «Теплоэнергоресурс».
С 5 декабря 2006 года — на должности заместителя главы администрации города Саратова по индустриальному комплексу.
С ноября 2007 года по май 2008 года — и. о. главы администрации города Саратова.
Женат, двое детей.